# District de Törökszentmiklós
Le district de Törökszentmiklós (en hongrois : Törökszentmiklósi járás) est un des 10 districts du comitat de Jász-Nagykun-Szolnok en Hongrie. Créé en 2013, il compte 36 742 habitants et rassemble 7 localités : 5 communes et 2 villes dont Törökszentmiklós, son chef-lieu.
Cette entité existait déjà auparavant sous le nom de Tiszai közép járás jusqu'en 1950 et sous ce nom jusqu'en 1974.

## Localités
- Fegyvernek
- Kengyel
- Kuncsorba
- Örményes
- Tiszapüspöki
- Tiszatenyő
- Törökszentmiklós